# Драч Едуард Валерійович
Драч Едуард Валерійович (нар. 6 квітня 1965, Кривий Ріг) — український бандурист, поет, бард, рок-музикант.

## Біографія
Кобзар, бандурист та лірник. Лікар за фахом. Закінчив Дніпропетровський медичний інститут (1988) та музичну школу за класом скрипки. З 1988 року учасник театру "Не журись!". У 1989–93 мешкав у Черкасах, від 1994 — у Києві. Бард, лауреат всеукраїнських фестивалів. На фестивалі «Червона Рута-1989» став лауреатом першої премії серед співців з піснями "Із полону, з-під Ізмаїлу"", "Небо України", "Про хохла Придурченка", "Шапка Мономаха". Виконавець та реконструктор традиційного кобзарсько-лірницького репертуару в супроводі вересаївської кобзи, старосвітської бандури та колісної ліри. Виконавську школу почав опановувати з 1988-го вивчаючи дослідження М. Лисенка та інших музикознавців.
Значну частину репертуару становлять авторські псалми та фолк — «запорозькі пісні», козацькі псалми, лицарські пісні, невольничі плачі, богомільні пісні, побожні псалми та канти, духовна та світська лірика. В спільноті Київського кобзарського цеху (1988). Основний творчий напрямок: авторська пісня (автор слів та музики). Серед стилістики: сучасна балада та романс, традиційне кобзарство, рок. У 2007–08 виступав у складі гурту «Рутенія» як гітарист і вокаліст («Неопалима купина»).

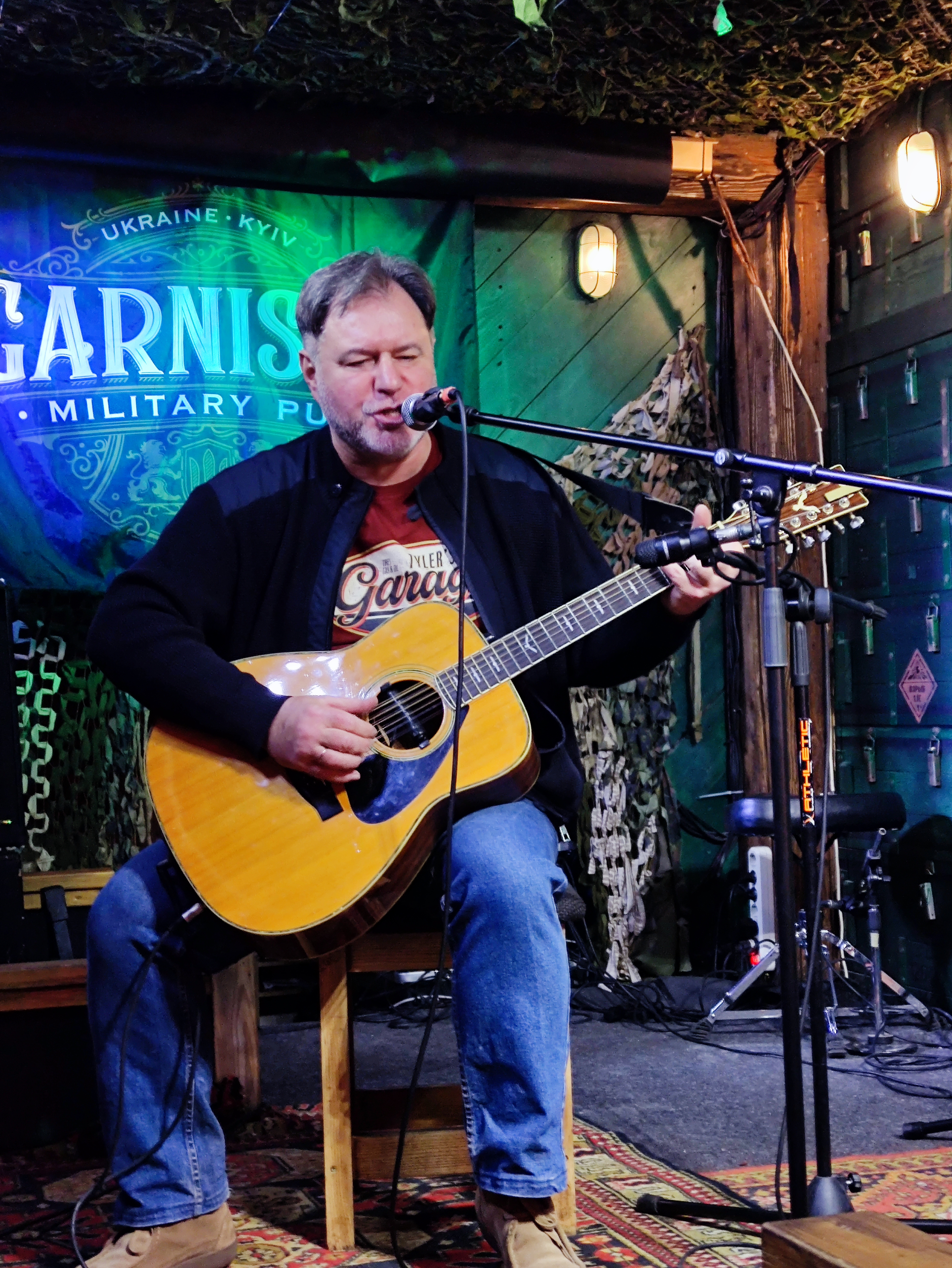
Едуард Драч в пабі Гарнізон, березень 2025

А з 24 лютого 2022 року – офіцер, боєць 112-ї бригади територіальної оборони Збройних сил України. "Хто добре знає історію – того не мали б здивувати ні навала російських військ, ні ті звірства, які вони коїли на окупованих територіях, ні наполегливе бажання росіян стерти все українське з лиця землі. Бо все це в нашому минулому вже було" - каже Едуард Драч. “Я взагалі дивуюся, як ми там вижили”: Едуард Драч – боєць тероборони, поранений біля телевежі, медик і бард із “Червоної рути”''.

## Нагороди і звання
- Почесне звання «Заслужений працівник культури України»[1]
- Орден «За заслуги» ІІІ ст. (22 січня 2019) — за значний особистий внесок у державне будівництво, зміцнення національної безпеки, соціально-економічний, науково-технічний, культурно-освітній розвиток Української держави, вагомі трудові досягнення, багаторічну сумлінну працю[2]

## Звукозапис і видання
1. CD-альбом «Про славу і багатство» (Наш Формат),2011
2. CD-«двотомник» «Хто живий» гурту Рутенія, (Наш Формат),2011
3. Запис пісень для альбому гурту Рутенія «Неопалима купина» (Наш Формат,2007)
4. Едуард Драч КАТАРСИС., — К. «Смолоскип» 2007, ISBN 978-966-8499-60-9,
5. «Казки Лірника Сашка» (музичний супровід, спів) «СамеТак»,2003,2006
6. «Пісні Барикад. Дух не згасає, дух не вмира!» Проект Олега Скрипки «Українське Музичне Видавництво»2005
7. «Кто кріпко на Бога уповая» ПСАЛЬМИ ТА КАНТИ, Київський кобзарський цех(співучасть y проекті), («Оберіг ХХІ»,2003)
8. «Небо України» МС, CD-extra, — «САМЕ ТАК!»,2002
9. «Едуард Драч. Власні пісні», магнітоальбом, 1996
10. «Гітара у вільний час. Посібник для перших кроків» (з навчальною касетою) видання автора за підтримки «А-ба-ба-га-ла-ма-га» Івана Малковича,1995
11. «Пісні Козацького Краю» — Магнітоальбом «Zen Records&NerveTM»1994
12. Магнітоальбом «Едуард Драч і Ніна Матвієнко», «Студія Лева»1990
13. Касети переможців І фестивалю «Червона Рута», «Кобза», КОВ-003 КОВ-004,1989

## Приклад творчості
«Віддайте мову»  Пісня, Едуард Драч
Не лиш герої на землі зростають

Є у Вітчизни і такі сини  

Котрим ота Вітчизна й не святая  

Святі їм тільки гроші та чини  

Такий глаголить Я - слуга народу  

Але народу тим цей служить друг  

Що нишком нищить мову й краю вроду  

Народ свій обертаючи на слуг  

Такий уже і в селах рідне слово  

З останніх сил старається добить  

A нащо їм історія і мова  

Всім тим, кого призначили в раби  

Віддайте мову

Не прохання, а наказ

Віддайте мову

Прорубайте в серці лід

Віддайте мову

Й не колись, а в цей ж час

Лиш мовою живий

Козацький рід

Нелегко було мову в нас забрати  

Котра корінням в батьківській землі  

Сам хан Батий не зміг її стоптати  

Проте, народу слуги, - все змогли  

Вони зробили з неї непрестижну  

Забравши від усіх життя основ  

Нас спонукали кожним днем і тижнем  

До зради найспівучішої з мов  

Нам пильність присипали побрехеньки  

Що ми в тій зраді майже рай знайшли  

Ой, встаньте, козаченки й хмельничанки  

Хто ми для них? Прості аборигени  

Але в цім слові величезний зміст  

Бо в землю повростали наші гени  

Й то навіть крізь асфальт великих міст  

Хазяїн хто? Чиновничі конклави  

Чи ти, абориген землі ції  

Це скаже бій, хоч може й не кривавий  

Але навряд чи легший із боїв  

Ми в тім бою ще скажем своє слово  

Про Чорну Биль, про Чернівці і Крим  

Та головне - відвоювати мову  

У котрій глас народу крізь віки  

Приспів

Брати! На нас ви не дивіться скоса  

За своє кровне бій іде у нас  

Сьогодні в нас косою мову скосять  

А завтра косарі підуть на вас  

Це буде кращий в світі братства прояв  

Коли у пісню зіллються слова  

І стане брат за брата рідну мову  

Й хор тисячоголосий заспіва  

Приспів